# Nürnberger Flugblatt von 1561

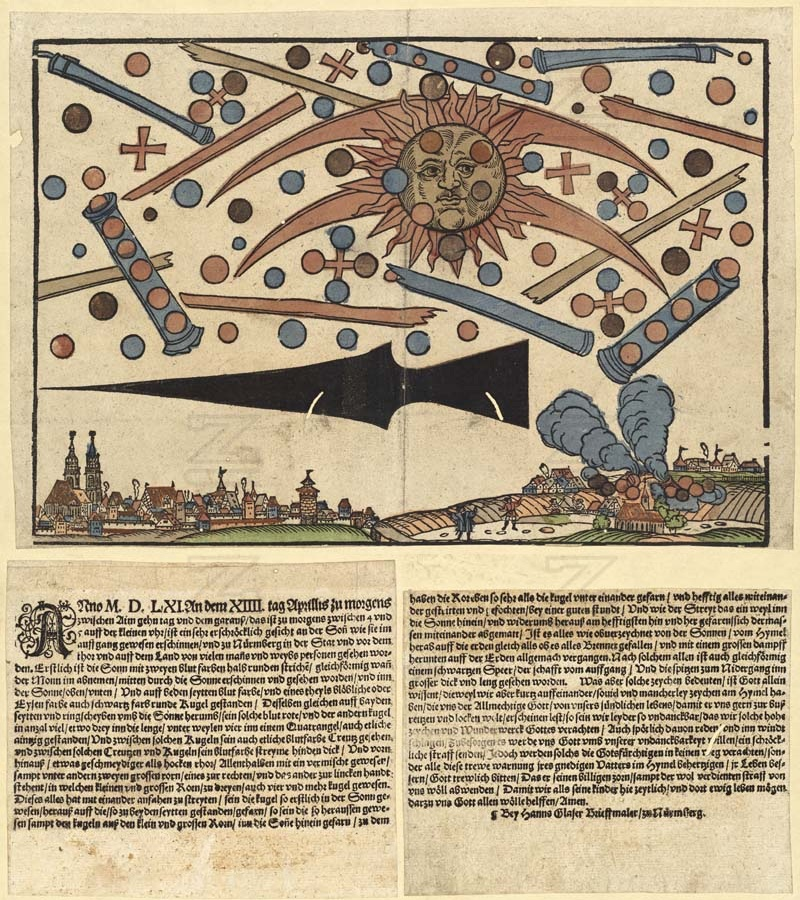
„Nürnberger Himmelsspektakel“ von Hans Glaser

Das Nürnberger Himmelsspektakel von 1561 ist ein ungewöhnliches Ereignis, das sich am 14. April 1561 über der Stadt Nürnberg zugetragen haben soll. Der Vorfall wurde von dem Briefmaler und Drucker Hans Wolff Glaser bildlich wie schriftlich auf einem kolorierten Flugblatt (als Nürnberger Flugblatt von 1561 bekannt) festgehalten.
Das Nürnberger Flugblatt von 1561 zeigt und beschreibt eine vorgebliche Himmelserscheinung vor der aufgehenden Sonne, bei der zahlreiche kugel-, kreuz- und zylinderförmige Objekte am Himmel miteinander „gekämpft“ haben sollen. Der Bericht wird unter Historikern und Meteorologen, aber auch in den Grenz- und Protowissenschaften, diskutiert. Besonders die Ufologie zeigt reges Interesse an dem Flugblatt, da in dem darin enthaltenen Bericht ihrer Meinung nach eine Himmelsschlacht zwischen unbekannten Flugobjekten beschrieben wird. Meteorologen hingegen sehen in dem Gemälde eine künstlerisch-interpretative Darstellung einer natürlichen Halo-Erscheinung. Historiker vermuten eine bildliche Vermengung von mehreren, zeitlich unabhängig erfolgten, historischen wie natürlichen Ereignissen. Den von Hans Glaser verfassten Bericht bewerten sie als mit religiösen Interpretationen und Mahnschriften ausgeschmückten Hörensagen-Bericht. Das Nürnberger Flugblatt von Hans Glaser ist nicht das Einzige seiner Art, besonders im 15. und 16. Jahrhundert waren Flugblätter mit Berichten über vorgebliche „Wunderzeichen“ und „Himmelsspektakel“ weit verbreitet und beliebt.

## Beschreibung des Flugblattes
Die obere Hälfte des Flugblattes wird von einem handkolorierten, großformatigen Holzschnitt dominiert, die untere Hälfte nimmt der Begleittext in altdeutscher Schrift ein. Sowohl Abbildung als auch Text stammen von Hans Glaser.
Die Darstellung zeigt auf der linken Seite die Stadt Nürnberg, auf der rechten Seite den – zu jener Zeit noch selbstständigen – Stadtteil St. Leonhard. Auf dem Bild steht die gleichnamige Kirche „St. Leonhard“ in Flammen, es scheinen Kanonenkugeln auf das Dach zu stürzen. Aus einem Haus direkt hinter der Kirche ragt eine Kanone hervor, es steigen zwei dickliche Rauchsäulen daraus empor. Im Hintergrund sind weitere, zu dieser Zeit eigenständige Stadtteile zu erkennen. Die aufgehende Sonne impliziert, dass der Betrachter nach Osten blickt und somit seinen Rücken dem Westen zuwendet. In der Mitte des Bildes befindet sich die Sonne mit menschlichem Gesicht, ihre Augen blicken leicht nach rechts. Hinter der Sonne sind zwei Mondsichel-Formen zu sehen, lose um die Sonne herum sind zahlreiche Kugeln, Kreuze und Rohre bzw. Zylinder angeordnet. Die zylindrischen Gebilde enthalten abwechselnd drei bis fünf Kugeln, manche dieser Kugeln dringen gerade aus den Zylindern hervor. Unter der Sonne, leicht nach links versetzt, ist eine übergroße, pechschwarze Speerspitze zu sehen, deren spitzes Ende nach links, in Richtung Stadt, weist.
Das Flugblatt wird heute in der Zentralbibliothek Zürich (Schweiz) aufbewahrt. Es wurde aus unbekannten Gründen in zwei Teile zerschnitten und auf zwei Unterlageblätter montiert. Es stammt – nach Angaben der Bibliothek – aus dem Privatbesitz von Johann Jakob Wick und war ursprünglich Teil seiner Flugblattsammlung Wickiana.

## Ort der Geschehnisse
Zentrum der Geschehnisse soll die Stadt Nürnberg gewesen sein, der Bericht stammt von Hans Wolff Glaser. Ihm zufolge begann das Spektakel am frühen Morgen des 14. April 1561 gegen sechs oder sieben Uhr und währte knapp über eine Stunde lang. Die Erscheinung sei für eine Vielzahl ortsansässiger Zeugen in und um Nürnberg sichtbar gewesen.

## Ereignisbeschreibung
Dem Flugblatt zufolge wurde am Morgen des 14. April 1561 gegen sechs oder sieben Uhr am Himmel über Nürnberg eine beängstigende Erscheinung beobachtet:

### Originaltext
Anno M. D. LXI. An dem XIIII. tag Aprillis zu morgens zwischen Aim gehn tag und dem darauf/ das ist zu morgens zwischen 4 und 5 auff der kleinen uhr/ ist ein sehr erschröcklich gesicht an der Soñ wie sie im auffgang gewesen erschinnen/ und zu Nürnberg in der Stat und vor dem thor und auff dem Land von vielen mañs und weybs personen gesehen worden. Erstlich ist die Sonn mit zweyen Blut farben halbrunden strichẽ/ gleichförmig wañ der Monn im abnemen/ mitten durch die Sonne erschinnen und gesehen worden/ und inn der Sonne/ oben/ unten/ Und auff beden seytten Blut farbe/ und eines theyls Blößliche oder Eysen farbe auch schwartz farb runde Kugel gestanden/ Desselben gleichen auff bayden seytten und ringscheyben umb die Sonne herumb/ sein solche blut rote/ und der andern Kugel in anzal viel/ etwo drey inn die lenge/ unter weylen vier inn einem Quatrangel/ auch etliche aintzig gestanden/ Und zwischen solchen Kugeln sein auch etliche Blutfarbe Creutz gesehen und zwischen solchen Creutzen und Kugeln sein Blutfarbe streyme hinden dick/ Und vorn hinauß/ etwas geschmeydiger als hocken rhor/ Allenthalben mit ein vermischt gewesen/ sampt unter andern zweyen grossen rorn/ eines zur rechten/ und das ander zur lincken handt stehent/ in welchen kleinen und grossen Rorn/ zu dreyen/ auch vier und mehr kugel gewesen. Dieses alles hat mit einander anfahen zu streyten/ sein die kugel so erstlicht in der Sonn gewesen/ herauß auff die/ so zu beyden seytten gestanden/ gefarn/ so sein die so heraussen gewesen sampt den kugeln auß den klein und grossen Rorn/ inn die Sonne hinein gefarn/ zu dem  haben die Ror eben so sehr alle die kugel unter einander gefarn/ und hefftig alles mit einander gestritten und gefochten/ Bey einer guten stundt/ Und wie der Streyt das ein weyl inn die Sonne hinein/ und widerumb herauß am hefftigsten hin und her gefaren/ sich dermassen miteinander abgematt/ Ist es alles wie obverzeychnet von der Sonnen/ vom Hymel herab auff die erden gleich alls ob es alles Brennet gefallen / und mit einem grossen dampff herunten auff der Erden allgemach vergangen. Nach solchem allen ist auch gleichförmig einem schwartzen Speer/ der schafft vom auffgang/ Und die spitzen zum Nidergang inn grosser dick und leng gesehen worden. Was aber solche zeychen bedeuten/ ist Gott allein wissent/ dieweyl wir aber kurtz auffeinander/ soviel und mancherley zeychen am Hymel haben/ die uns der Allmechtige Gott/ von unsers sündlichen lebens/ damit er uns gern zur buß reitzen und locken wolt/ erscheinen lest/ so sein wir leyder so undanckbar/ das wir solche hohe zeychen und Wunderwerck Gottes verachten/ Auch spötlich davon reden/ und inn windt schlagen/ Zubesorgen es werde uns Gott umb unserer undanckbarkeyt willen/ ein schröckliche straff senden/ Jedoch werden solchs die Gotsfürchtigen in keinen weg verachten/ sonder alle diese trewe warnung ires gnedigen Vatters im Hymel behertzigen/ ir Leben bessern/ Gott trewlich bitten/ Das er seinen billigen zorn/ sampt der wol verdienten straff von uns wöll abwenden/ Damit wir alls seine kinder hie zeytlich/ und dort ewig leben mögen/ darzu uns Gott allen wölle helffen/ Amen.
Bey Hanns Glaser Brieffmaler/ zu Nürmberg.

### Übersetzung ins moderne Neuhochdeutsch
Im Jahre 1561, am 14. April gegen Morgen, zwischen Tagesanbruch und darauf (so morgens zwischen vier und fünf auf der kleinen Uhr), ist an der Sonne, gerade als sie aufging, ein gar schreckliches Gesicht erschienen und zu Nürnberg in der Stadt, vor dem Tor und auf dem Land von vielen Männern und Frauen gesehen worden. Zuerst erschienen mit der Sonne zwei blutrote, halbrunde Striche dahinter, bogenförmig und wie der abnehmende Mond, oben wie unten durch die Sonne schimmernd und auf jeder Seite blutfarben. Ringsherum um die Sonne waren zahlreiche, teils bläuliche oder eisenfarbene, wie auch schwarze, runde Kugeln zu sehen. Weitere von ihnen waren blutrot und zu beiden Seiten der Sonne ringförmig positioniert. Wieder andere erschienen in Dreierreihen, weitere waren in Quadraten angeordnet. Zwischen Letzteren waren blutrote Kreuze zu sehen. Und zwischen all diesen Kugeln und Kreuzen waren blutrote Striemen im Hintergrund zu erkennen. In dieses Bild mischten sich auch geschmeidige, hohle Rohre. Auch waren da drei große Rohre, eines zur linken Hand, eines zur Rechten stehend und ein drittes über dem Ganzen. Und in diesen Rohren waren vier oder mehr Kugeln zu sehen. Dies alles hat angefangen, miteinander zu streiten: Die Kugeln seien zunächst in die Sonne hinein geflogen, dann wieder heraus und gegeneinander geprallt, bald hätten auch die großen Rohre begonnen, Kugeln abzufeuern und einander zu beschießen. Gut eine Stunde lang habe Alles miteinander heftigst gestritten und gekämpft, sei dabei vor der Sonne auf- und niedergestiegen und habe sich bis zur Erschöpfung abgemüht. Schließlich seien – wie berichtet wurde – alle Objekte langsam vom Himmel herab auf die Erde gesunken, als wollten sie alles in Brand setzen und schließlich seien sie mit viel Dampf zu Boden gegangen und hätten sich aufgelöst. Nach diesem Schauspiel sei am Himmel ein gleichförmiger, großer und dicker schwarzer Speer, mit Schaft Richtung Osten und Spitze Richtung Westen, gesehen worden. Was aber solche Zeichen bedeuten weiß allein Gott. Da wir aber kurz aufeinander so viele und verschiedene Zeichen am Himmel haben, die der allmächtige Gott – als wollte er uns ob unseres sündigen Lebens zu Buße reizen und locken – erscheinen lässt, so sind wir leider so undankbar, dass wir solche Zeichen und Wunderwerke Gottes verachten, spöttisch darüber reden und in den Wind schlagen. Zu befürchten steht, dass Gott uns unserer Undankbarkeit willen eine schreckliche Strafe schicken wird. Jedoch werden die Gottesfürchtigen ihn keineswegs verachten, sondern all jene treuherzig die Warnung ihres gnädigen Vaters im Himmel beherzigen, ihr Leben bessern und Gott treulich dienen, damit dieser seinen gerechten Zorn samt der wohlverdienten Strafe von uns abwenden möge. Damit wir als seine Kinder hier zeitlich, dort ewiglich leben mögen.
Dazu möge uns allen Gott helfen. Amen.
Von Hans Glaser, Briefmaler zu Nürnberg.

## Deutungen und Interpretationen

### Ufologische Deutungen
In der Ufologie wird das Nürnberger Flugblatt immer wieder als Indiz oder gar Beweis für angebliche Ufo-Begegnungen und Besuche durch Außerirdische in früherer Zeit herangezogen. Hintergrund sind hierbei die vorgeblichen, als „gewalttätiges Erscheinen“ und „Kampfgeschehen“ verstandenen Beschreibungen der zahlreichen „Zeugenberichte“, welche auf am Himmel kämpfende Ufos schließen lassen sollen.
Der Ufo-Forscher, Astronom und Skeptiker Jacques Vallee widerspricht dem und gibt zu bedenken, dass es auffällig sei, dass die zahlreichen vormodernen Berichte über „Wunderzeichen“ und „Himmelsspektakel“ teilweise wortgleich dieselbe Ereignisbeschreibung vortragen. Die Berichte mit ihren stets gleichen Inhalten würden sich selbst über die Jahrhunderte hinweg in ihrer Grundstruktur nicht ändern und auch die am Ereignis beteiligten Objekte seien immer dieselben. Stets gehe es um Kugeln, Bälle und/oder diskusförmige Objekte von erstaunlicher Manövrierfähigkeit, welche sich vor der Sonne am Himmel und im Weltraum Kämpfe lieferten. Ebenso die ewig gleich beschriebene Formationsbildung der Objekte und die sehr lange Dauer der Ereignisse stimme nachdenklich. Zudem würden in den zahlreichen Texten, obwohl aus unterschiedlichen Jahrzehnten und Jahrhunderten stammend, stets dieselben Floskeln und Phrasen gebraucht, um die Ereignisse zu beschreiben. Und jedes dieser Ereignisse wurde religiösen, administrativen wie wissenschaftlichen Behörden gemeldet und auf Flugblättern veröffentlicht.
Jacques Vallee fragt sich einerseits, ob es richtig wäre, all diese Berichte heute aus Bequemlichkeit verschiedenen Naturphänomenen zuzuschreiben und es dabei zu belassen, da alternative Deutungsmöglichkeiten nicht ohne Weiteres ausgeschlossen werden könnten. Andererseits sei es unwahrscheinlich, dass sich die Technologie hinter den vermeintlichen außerirdischen Flugobjekten über die Jahrhunderte in den Berichten nicht weiterentwickle und auch die beteiligten Außerirdischen stets dieselben zu sein scheinen. Außerdem seien weder Sinn und Zweck noch ein Motiv für solche Himmelsschlachten ersichtlich.

### Historiologische Deutungen
Skeptiker und Historiker, wie zum Beispiel Ulrich Magin, machen zunächst auf zwei schwerwiegende Ungereimtheiten in dem Holzschnitt Glasers aufmerksam: so ist beispielsweise nicht geklärt, warum die berühmte Kaiserburg in der Darstellung der Stadt fehlt, obwohl sie zu Glasers Zeit das Wahrzeichen Nürnbergs schlechthin war. Hingegen findet sich in dem Holzschnitt die in Flammen stehende St.-Leonhard-Kirche, obwohl sie bereits bei einem Brand im Jahre 1508 völlig zerstört und erst 1560 wieder aufgebaut worden war. Hans Glaser hielt sich den Nürnberger Stadturkunden zufolge zwischen 1540 und 1571 in der Stadt auf; ihm muss dieses historische Ereignis bekannt gewesen sein. Die historischen wie chronologischen Diskrepanzen in dem Holzschnitt stärken laut Magin die Vermutung, dass das Nürnberger Flugblatt mehrere, zu unterschiedlichen Zeiten stattgefundene Ereignisse und natürliche Himmelsphänomene miteinander vermischt. Der mit religiösen Mahnschriften ausgeschmückte Text lässt darauf schließen, dass Glaser offenbar nie selbst Augenzeuge des Wunders war, sondern teilweise aus dem Hörensagen schöpfte, teilweise naturkundliche Berichte und Dokumente heranzog.
In der Darstellung und dem Bericht Glasers sei außerdem ein häufig wiederkehrendes Motiv zu erkennen: Das der apokalyptischen Reiter und der „Himmelsheere“. Dabei geht es um zwei verfeindete Heerscharen göttlicher Herkunft, die am Himmel erscheinen, um dort vor den Augen aller Gläubigen eine wilde Schlacht auszutragen, bis eines der Heere bezwungen ist. Danach verschwindet die Siegerarmee auf wundersame Weise und der Bericht schließt mit einer religiös-belehrenden Ermahnung ab. Himmelsheere und apokalyptische Reiter galten (und gelten) als Vorboten herannahenden Unheils, oder als Ankündigung des Weltuntergangs und des Jüngsten Gerichts.
Zum Vergleich verweist Magin auf frühneuzeitliche Flugblätter, in denen ganz ähnliche „Wunderzeichen“ und „Himmelsschlachten“ beschrieben werden, so zum Beispiel in einem Flugblatt von Leonhardt Kellner aus dem Jahr 1551. Allen gemeinsam sind vor allem die „fliegenden Kugeln, Kreuze und Speerspitzen“, die meist nahe der Sonne gesichtet werden und die laut Augenzeugen aufeinander losgehen, „als ob sie Krieg miteinander führten“, wie es das berühmte Basler Flugblatt von 1566 formuliert. Gemäß Magin hatte Hans Glaser lediglich die Darstellung einer solchen „Himmelsschlacht“ seiner Zeit technologisch wie sinngemäß angepasst: statt Pferden, Reitern und Schwertern lässt er in seinem Flugblatt moderne Kanonen und deren Geschosse gegeneinander kämpfen. Ebenfalls allen Flugblättern ist gemein, dass sie entweder tatsächliche, historische Ereignisse mit natürlichen Himmelsphänomenen (zum Beispiel Halos und Nordlichter) darstellerisch vermischen oder schlicht in religiöser Form parodieren. Die „fliegenden Rohre“ aus dem Nürnberger Flugblatt zeigen daher keine „Mutterschiffe“ oder „Ufos“, sondern tatsächlich das, was sie abbilden: mit Kugeln gefüllte und Kugeln abfeuernde Kanonen. Auf den Abbildungen werden sie lediglich in der Luft schwebend dargestellt, um den symbolischen Bezug zu Gott und dem Himmel aufzuzeigen.
Magin weist abschließend darauf hin, dass Berichte über vorgebliche „Himmelsschlachten“ bereits in der Antike und besonders im Mittelalter sehr populär waren und in erstaunlich großer Zahl niedergeschrieben und auf Flugblättern und Holzschnitten verbreitet wurden. Zu dieser Zeit hatte die christliche Religion großen Einfluss auf Alltag und Weltbild der einfachen Menschen und deutete Himmelserscheinungen aller Art als „göttliche Wunderzeichen“ oder als „Warnzeichen Gottes“. Dementsprechend sind auch die Abbildungen mit christlichen Symbolen geradezu übersät. Fromme Menschen sahen sich durch derlei Flugblätter und Wunderberichte „von Gott ermahnt“, sich zu ihm zu bekennen und ihm treu zu bleiben. Daher wäre ein Bericht wie jener von Glaser wenig verwunderlich, da die Menschen zu seiner Zeit das Flugblatt korrekt zu deuten gewusst hätten.
Andere Skeptiker, wie zum Beispiel Wiebke Schwarte, halten ebenfalls dazu an, Flugblätter über „Wunderzeichen“ mit Vorsicht zu betrachten. Es sei wenig ratsam, die darin enthaltenen Berichte wörtlich zu nehmen, da es sich meist um von der Kirche in Auftrag gegebene Mahnschriften handelt. Ihr Sinn und Zweck war weniger wissenschaftliche Aufklärung, sondern vielmehr kirchliche Propaganda und Manipulation, und ihre Popularität wurde von der Kirche ausgenutzt. Das Anhalten zur Umkehr und zum Bekenntnis lasse sich gut aus den mahnend-belehrenden Abschlusstexten herauslesen. Untermauert wird dies durch die oft starken Übertreibungen in den Ereignisbeschreibungen sowie die unnötig polyszenischen Darstellungen, welche zwar auf natürliche Naturphänomene hindeuten mögen, aber selbst übertrieben wirken. Frühneuzeitliche Flugblätter wie das Nürnberger Flugblatt seien daher teilweise eher mit heutigen Boulevard-Zeitungen zu vergleichen.

### Meteorologische Deutungen
Auch die Meteorologie befasst sich mit frühneuzeitlichen Flugblättern, auf denen „himmlische Wunderzeichen“ zu sehen sind. Hintergrund ist die Feststellung, dass in vielen Darstellungen reale Himmelsphänomene aller Art abgebildet sind. Zu den häufigsten dieser Himmelsspektakel zählen Halos, Nebensonnen, Sonnenfinsternisse, Mondfinsternisse, Nordlichter und Sternschnuppen. Auf dem berühmten Nürnberger Flugblatt von 1561 ist nach Ansicht von Meteorologen sehr wahrscheinlich eine morgendliche Halo-Erscheinung inklusive mehrerer Nebensonnen festgehalten. Dafür sprechen gemäß Frank Johnson sowohl die beiden „Mondsicheln“, die wohl aus Platzgründen hinter die Sonne gerückt wurden, als auch die Tatsache, dass sich das Ereignis laut Bericht über eine Stunde lang lautlos hinzog. Die große schwarze „Speerspitze“ ist möglicherweise auf sogenannte Wolkenstrahlen (auch „Dämmerungsschatten“ genannt) zurückzuführen. Da Hans Glaser in seinem Bericht eine Zunahme an „himmlischen Wunderzeichen“ innerhalb „der letzten Zeit“ erwähnt, sei es auch für Johnson denkbar, dass in dem Gemälde mehrere, zu verschiedenen Zeitpunkten wahrgenommene Himmelsphänomene künstlerisch zusammengefasst wurden.

## Ähnliche Ereignisse

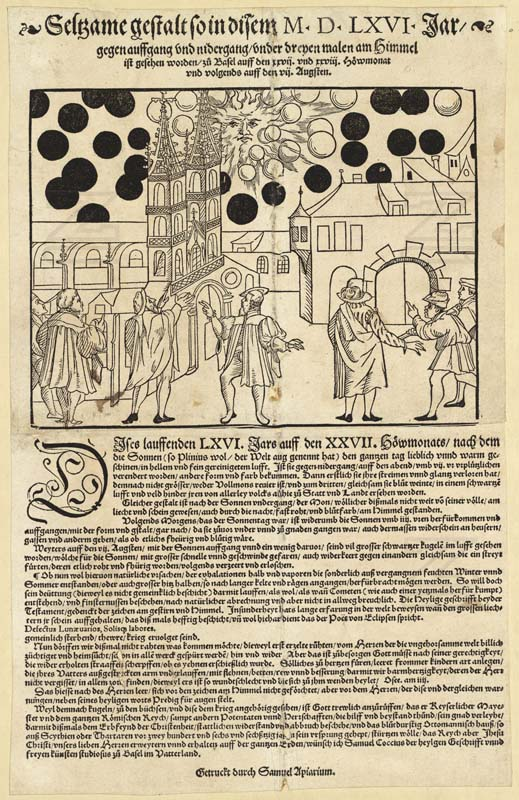
Basler Flugblatt von Samuel Coccius aus dem Jahr 1566.

Ulrich Magin und Carl Gustav Jung verweisen auf ganz ähnliche Berichte über „gar schreckliche Wunderzeichen“ und „Himmelsspektakel“, die ebenfalls auf kolorierten wie schwarz-weißen Flugblättern und Holzschnitten festgehalten sind und alle aus den Jahren 1550–1570 und noch aus späterer Zeit stammen.

### Plecher Himmelsspektakel
Am 1. Juni 1554 beobachteten der Ortsansässige Leonhardt Kellner sowie der Gemeindepfarrer und „die ganze Gemeinde“ am frühen Morgen über Plech einen blutroten „Streifen“ über der aufgehenden Sonne. Dann seien „blaue Kugeln und Sterne“ erschienen, sowie „Reiter“, welche mit langen „Lanzen“ gegeneinander kämpften. Wie im Nürnberger Flugblatt, so sollen auch hier alle beobachteten Objekte langsam in den Horizont gesunken sein, dann kamen die Reiter und die Sterne „bis auf den Markgrund“ hinab und stiegen mit lautem Rauschen wieder in die Höhe, der Sonne entgegen. Dann hätten die Reiter mehr als zwei Stunden lang weitergekämpft und seien „allmählich vergangen“.

### Basler Himmelsspektakel
Etwas bekannter ist ein Flugblatt, das um 1566 von Samuel Apiarius zu Basel gedruckt wurde und von einer „seltsamen Gestalt am Himmel“ berichtet. Das Bild zeigt den Münsterplatz mit dem Antistitium. Hauptzeuge sei ein „Schriftkundiger der heiligen Schrift und Kunststudent zu Basel“ namens Samuel Coccius gewesen. Gemäß der Überlieferung sollen an drei Tagen (am 25. und 28. Juli sowie am 7. August) des Jahres 1566 über Basel jeweils „wunderliche“ Sonnenauf- und -untergänge beobachtet worden sein: Beim ersten Mal sei die Sonne „blutfarben“ und „ohne Schein und Glanz“ untergegangen, der in der folgenden Nacht aufgehende Mond wurde ebenfalls blutrot. Beim zweiten Mal sei die Sonne während ihres Aufgangs hingegen erneut so rot gewesen, dass alles, was sie anstrahlte, aussah, als wäre es „blutig“. Am Morgen des 7. August schließlich seien vor der aufgehenden Sonne „viele große, schwarze Kugeln in der Luft“ (vil großer schwartzer kugelen im lufft) gesehen worden und vor der Sonne erschienen. Die schwarzen Kugeln hätten sich zunächst vor und neben der Sonne bewegt, dann aber wären sie „mit großer Schnelle und Geschwindigkeit hin- und hergeflogen und gegeneinander geprallt, als ob sie einen Streit führten. Einige von ihnen wurden rot und feurig, zerfielen und erloschen dann“ (mit großer schnelle unnd geschwinde gefaren / auch widerkeert gegen einandern gleichsam die ein streyt fürten / deren etlich roht und fhürig worden / volgends verzeert und erloschen). Auch der Basler Bericht endet mit einer christlichen Mahnschrift.

## Weitere Vergleichsstücke

### Meteoritenfall von 1628 zu Oxford
Aus dem Jahr 1628 stammt ein farbiger Holzschnitt, der in Oxford (England) angefertigt wurde und von einem Meteoritenfall berichtet. Am 9. April besagten Jahres vernahmen die Bewohner in und um Oxford einen lauten Knall, gleich einem Kanonenschlag, nachdem sie einen „Schweif, heller als drei Sonnen“, vom Himmel niedergehen sahen. Der Farbholzschnitt ist gemäß Ulrich Magin deshalb so bemerkenswert, weil der Niedergang des Meteoriten selbst mit einer himmlischen Heerschar streitender Reiter und Kanoniere verglichen wurde und das Gemälde tatsächlich zwei Kanonen in den Wolken zeigt, die sich gegenseitig mit Kugeln beschießen. Im Zentrum der Darstellung sind in der linken Bildmitte bewaffnete Reiterschaften zu sehen, wie sie unter drei Sonnen aufeinander losgehen.

### Nordlichter
Auch Nordlichter wurden in Mitteleuropa bis ins späte 18. Jahrhundert als „schreckliches Mahnzeichen Gottes“ betrachtet. Da das Nürnberger Flugblatt von 1561 in einer Zeit entstand, in der augenscheinlich sehr viele „Wunderzeichen am Himmel“ beobachtet wurden, ist es für Historiker wenig verwunderlich, dass auch die Berichte über Nordlichter (zum Beispiel über Basel, Nürnberg, Mailand und Straßburg) ebendiese mit „am Himmel kämpfenden Heerscharen“ und „feurigem Glanz“ umschreiben und die Texte mit christlich-biblischen Mahnschriften abgeschlossen werden. Dieses Schema decke sich gut mit dem Nürnberger Flugblatt.